# Parafia Narodzenia Najświętszej Maryi Panny w Szczercowie
Parafia Narodzenia Najświętszej Maryi Panny w Szczercowie – parafia rzymskokatolicka znajdująca się w archidiecezji łódzkiej w dekanacie szczercowskim. Mieści się przy ulicy 3 Maja w Szczercowie. Parafię prowadzą księża diecezjalni.

## Proboszczowie
- ks. Cezary Goczałkowski (1921–1925)
- ks. Ignacy Kotlicki (1925–1926)
- ks. Franciszek Potapski (1926–1933)
- ks. Ludwik Laskowski (1933–1940)
- ks. Aleksander Kuleta (1945–1969)
- ks. Alojzy Puszczyński (1969–1976)
- ks. Józef Komperda (1976–2011)
- ks. Jan Bieda (2011–2012)
- ks. Jarosław Kłys (2012–2016)
- ks. Zenon Miksa (2016–2023)
- ks. Sławomir Klich (od 2023)